# Michael Schnabel (Snookerspieler)
Michael Schnabel (* 25. März 1996) ist ein deutscher Snookerspieler, der 2018 die deutsche Snooker-Meisterschaft gewann.

## Karriere
Schnabel kommt aus Hof und studiert Chemie. Er spielt Snooker bei der TSG Heilbronn in der 1. Bundesliga Snooker. Bereits mit 16 Jahren war er 2012 bayrischer Vizemeister. Im selben Jahr nahm er an der deutschen Snooker-Meisterschaft 2012 teil und belegte trotz mehrerer Siege nur Rang 3 seiner Gruppe, womit er in der Gruppenphase ausschied. Das gleiche Resultat erzielte er bei der Ausgabe 2013, bevor er ab 2015 regelmäßig am German Grand Prix teilnahm und im selben Jahr neben einer Halbfinalniederlage gegen Roy Stolk beim fünften Event beim vierten Turnier das Finale erreichte. In diesem unterlag er allerdings mit 2:3 Patrick Einsle. Während der Spielzeit 2015/16 intensivierte er seine Teilnahmen an der Turnierserie und erreichte drei weitere Halbfinale sowie ein weiteres Endspiel, das er diesmal für sich entscheiden konnte. Zudem versuchte er sein Glück in der Amateur-Qualifikation für das Paul Hunter Classic und die Ruhr Open, zwei Profiturniere der Players Tour Championship. Bei beiden Turnieren musste er sich jedoch bereits in der Amateur-Qualifikation geschlagen geben.
Trotz vergleichsweise schlechterer Ergebnisse beim German Grand Prix 2016/17 wagte sich Schnabel ab 2016 auch auf die internationale Bühne und erreichte dabei bei der U21-Amateurweltmeisterschaft 2016 die Runde der letzten 32 und bei der U21-Europameisterschaft 2017 ebenfalls die Runde der letzten 32. Zudem nahm er wieder einmal an einer deutschen Meisterschaft teil; bei der Ausgabe 2017 schied er jedoch erneut in der Gruppenphase aus. In der nächsten Saison erreichte er das Achtelfinale des österreichischen Amateurturnieres 3 Kings Open, gewann aber vor allem zwei weitere Events des German Grand Prix. Im November 2018 folgte seine nächste Teilnahme bei einer deutschen-Meisterschaft. Bei der Ausgabe 2018 überstand er erstmals die Gruppenphase und zog durch die gesamte K.-o.-Phase hinweg ins Finale ein, wo er sich zum deutschen Meister kürte. Zudem erreichte er einige höhere Runden bei Events des German Grand Prix inklusive eines verlorenen Endspiels sowie erneut das Achtelfinale der 3 Kings Open und die Runde der letzten 64 der Europameisterschaft 2019. 2019/20 erreichte er zunächst das Achtelfinale des ukrainischen Independence Day Cup, später das Halbfinale der deutschen Meisterschaft 2019 und sowohl bei der Amateurweltmeisterschaft im Six-Red-Snooker als auch bei der Europameisterschaft 2020 die Runde der letzten 32. Zudem gewann er erneut ein Event des German Grand Prix. Bei der deutschen Meisterschaft 2021 erreichte er das Halbfinale.

## Erfolge
| Ausgang         | Jahr | Turnier                        | Finalgegner      | Ergebnis |
| --------------- | ---- | ------------------------------ | ---------------- | -------- |
| Amateurturniere |      |                                |                  |          |
| Zweiter         | 2015 | German Grand Prix – Event 4    | Patrick Einsle   | 2:3      |
| Sieger          | 2015 | German Grand Prix – Event 6    | Robbie James     | 3:2      |
| Sieger          | 2017 | German Grand Prix – Event 1    | Robin Otto       | 3:1      |
| Sieger          | 2018 | German Grand Prix – Event 5    | Daniel Sciborski | 3:2      |
| Sieger          | 2018 | Deutsche Snooker-Meisterschaft | Daniel Sciborski | 4:1      |
| Zweiter         | 2018 | German Grand Prix – Event 1    | Umut Dikme       | 2:3      |
| Sieger          | 2020 | German Grand Prix – Event 3    | Sascha Breuer    | 3:2      |